# La Granja d'Escarp
La Granja d'Escarp és un municipi de la comarca del Segrià situat a 78 metres d'altitud, al marge esquerre del riu Segre, just al límit amb l'Aragó i el Baix Cinca, en el punt en què hi desemboquen les aigües del Cinca i a pocs metres de la seva desembocadura al riu Ebre. L'aiguabarreig és una zona declarada d'interès natural pel seu singular bosc de ribera, on es troben una gran varietat d'aus.
L'activitat econòmica principal al municipi és la fructicultura, si bé històricament havia estat molt important l'explotació de les mines de carbó.

## Geografia
- Llista de topònims de la Granja d'Escarp (Orografia: muntanyes, serres, collades, indrets…; hidrografia: rius, fonts...; edificis: cases, masies, esglésies, etc.).

## Demografia
| 1497 f | 1515 f | 1553 f | 1717 | 1787 | 1857  | 1877  | 1887  | 1900  | 1910  |
| ------ | ------ | ------ | ---- | ---- | ----- | ----- | ----- | ----- | ----- |
| 30     | 52     | 48     | 154  | 601  | 1.206 | 1.203 | 1.244 | 1.288 | 1.265 |

| 1920  | 1930  | 1940  | 1950  | 1960  | 1970  | 1981  | 1990  | 1992  | 1994  |
| ----- | ----- | ----- | ----- | ----- | ----- | ----- | ----- | ----- | ----- |
| 1.366 | 1.053 | 1.017 | 1.333 | 1.661 | 1.372 | 1.136 | 1.164 | 1.140 | 1.140 |

| 1996  | 1998  | 2000  | 2002  | 2004  | 2006  | 2008  | 2010 | 2012 | 2014 |
| ----- | ----- | ----- | ----- | ----- | ----- | ----- | ---- | ---- | ---- |
| 1.115 | 1.108 | 1.100 | 1.093 | 1.045 | 1.042 | 1.024 | 986  | 986  | 972  |

| 2016 | 2018 | 2020 | 2022 | 2024 | 2026 | 2028 | 2030 | 2032 | 2034 |
| ---- | ---- | ---- | ---- | ---- | ---- | ---- | ---- | ---- | ---- |
| 977  | 956  | 922  | 923  | 943  | -    | -    | -    | -    | -    |

## Història
Va ser un dels llocs i esglésies que conformaven el dot fundacional del Monestir de Santa Maria d'Escarp.

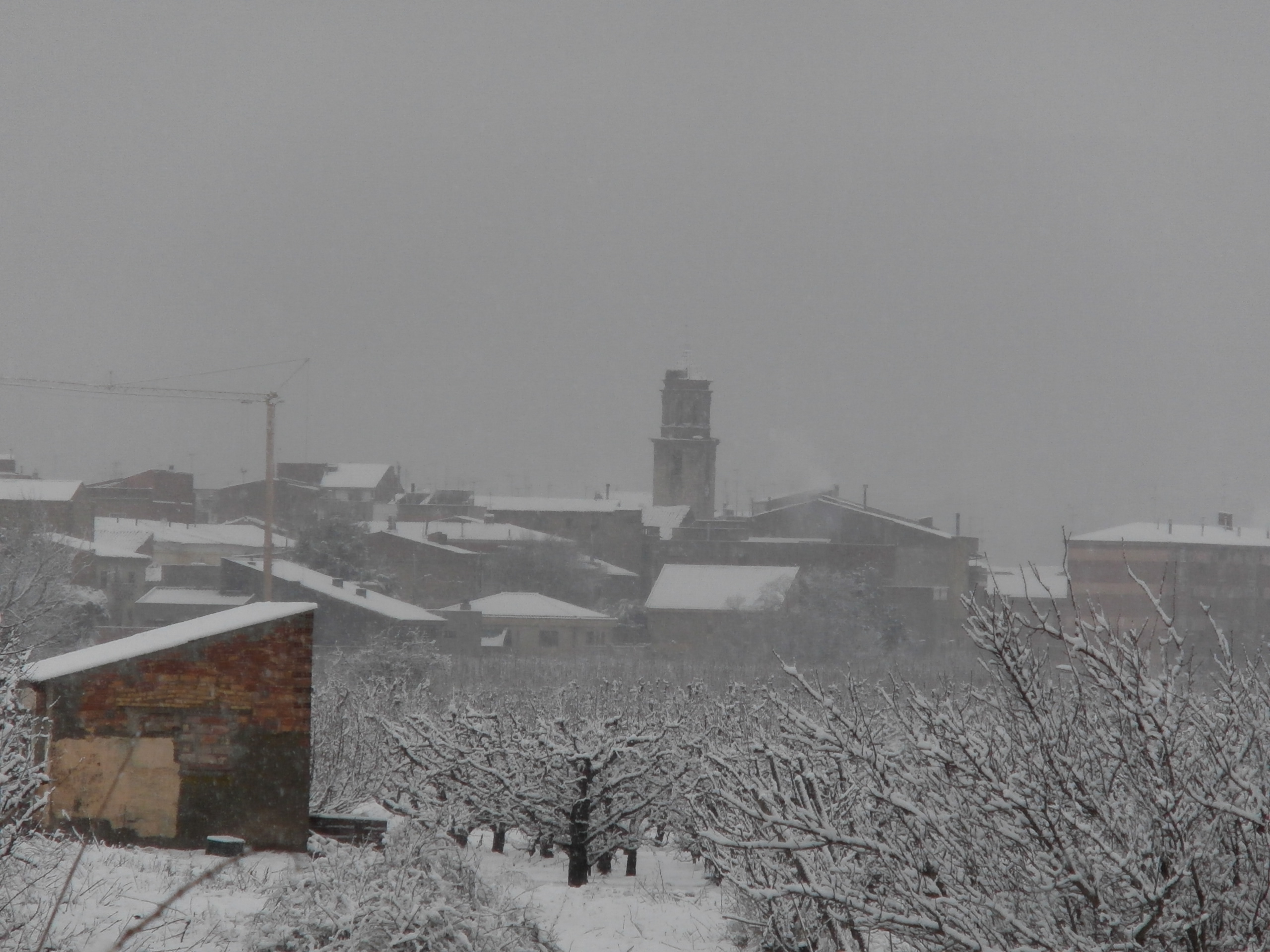
Vista de la Granja d'Escarp durant la nevada de 4 de febrer de 2015

Durant la guerra dels Segadors i la de Successió va ser fortament castigada en trobar-se al pas de les tropes d'un i l'altre bàndol que van aprofitar la situació estratègica del Reial Monestir d'Escarp i del Castell de Mequinensa. El 1710 tropes franceses van arrasar el poble, minant l'església i les cases, cremant els camps i expulsant a la població. Les visites pastorals no es reprenen fins al 1716 quan, segons aquests documents, comença a repoblar-se tot i que només quedaven 6 cases en peu.
Durant la segona meitat del segle xix es van posar en explotació diferents mines de carbó al terme municipal, que va fer de la Granja un centre miner important. Bona part de la seva producció va servir per a l'alimentació de la maquinària que va participar en la construcció el sistema de canals i pantans que la Canadenca va dur a terme durant el primer terç del segle xx. La comunitat minera que treballava en aquestes mines pertanyien a tot el Baix Segre i el Baix Cinca, i secundà la vaga de la Canadenca de 1918.
El segon dia de Carnaval de l'any 1906 es va fer un acte polític d'estrena de la bandera republicana, en la fundació de la societat de Joventut Republicana al poble. La Generalitat republicana en la seva política de millora d'infraestructures va dotar el poble del primer pont que connectava la població amb la carretera de Seròs. Es va inaugurar el 30 de setembre de 1934 i tot i que el president Companys havia compromès la seva presència, va ser el conseller de Cultura, Ventura Gassol, el que ho va fer. Pocs dies després es van produir els fets del sis d'octubre. A la Granja d'Escarp no es produeix un seguiment explícit, ni hi va haver aldarulls; tot i així, tots els membres de l'Ajuntament electe de majoria republicana van ser empresonats. Tot el govern municipal va tornar amb la victòria del Front Popular a les eleccions generals del febrer de 1936 i van tornar a ocupar els seus llocs fins al desallotjament del poble l'hivern de 1937-1938.
Durant la guerra civil espanyola el sistema de búnquers i trinxeres del terme van formar part del Front del Segre fins a l'entrada a Catalunya per Massalcoreig el 27 de març de 1938. El pont que havia estat inaugurat quatre anys abans va ser volat i no es reconstruirà fins a l'any 1954.

## Monuments i llocs d'interès

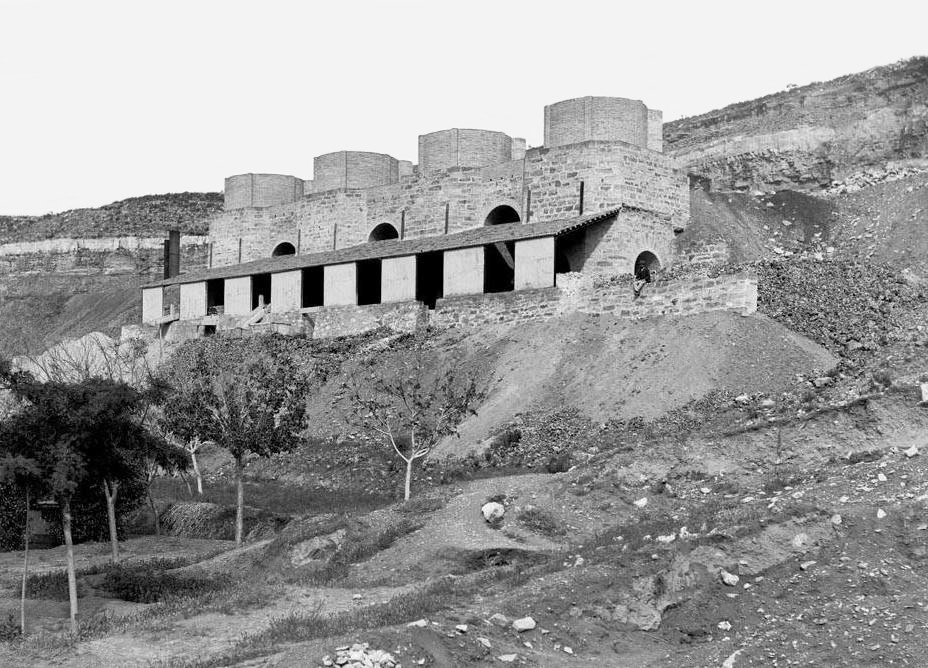
Forns de ciment de les mines de carbó de la Granja d'Escarp, al 1889

Pel que fa a monuments l'església de Sant Jaume, del segle xviii, amb una façana de línies neoclàssiques; l'edifici de l'Ermita de Sant Jaume, situat en la vall del mateix nom, i que també és del segle xviii; just al costat hi ha una antiga ermita rupestre que és l'origen del culte a l'advocació a Sant Jaume; en la mateixa Vall també s'hi conserven un dels dos importants conjunts de pintures rupestres que formen part de l'anomenat arc mediterrani que el 1998 va ser declarat Patrimoni Mundial per la Unesco, l'altre es pot trobar en la Vall de Canà la següent en direcció Mequinensa. També es destaca el Monestir d'Escarp, fundat el 1212 per monjos cistercens, que es troba al marge dret del riu i en el terme municipal de Massalcoreig, molt relacionat amb la seva història i del qual va rebre el nom amb què va ser conegut amb posterioritat.
També podem assenyalar una sèrie de jaciments arqueològics que van des del Bronze Final al Ferro Inicial i que ocupen les terrasses superiors de la serra més pròxima al riu Segre. Els més importants quant a poblament són la Punteta del Fortí o Fortí de Pedro (Edat del Bronze), Serra del Calvari (Primera Edat del Ferro) i Punta del Calvari (Ibèric); existeix també les restes d'una necròpolis de túmul de cronologia similar, el Tancat.
El 25 de juliol se celebra la Festa major del poble en honor a Sant Jaume, on és important destacar les activitats que realitza anualment la "Penya Borratxitos", declarada festa d'interès cultural i organitzada per l'associació de joves que ostenta el mateix nom. Durant els 5 dies de celebració es fan espectacles de Foc i Pirotècnia, sopars populars, Cercavila, sortejos de Pernil ibèric, concursos i múltiples concerts.

## Personatges destacats
- Hi va néixer l'escriptor, filòsof i professor universitari Ferran Sáez Mateu.

- Hi va néixer la periodista Anna Sáez Mateu, directora del diari Segre.

- Els pares del fotògraf Jean-Marie del Moral eren d'aquesta localitat